# Lachnum callimorphum
Lachnum callimorphum är en svampart som beskrevs av P. Karst. 1871. Lachnum callimorphum ingår i släktet Lachnum och familjen Hyaloscyphaceae.  Arten är reproducerande i Sverige. Inga underarter finns listade i Catalogue of Life.